# Xocalı
Xocalı (orm. Խոջալու, dawniej Իվանյան, Iwanian) – stolica rejonu Xocalı w Azerbejdżanie, do 2023 miasto w rejonie Askeran nieuznawanego państwa Republika Górskiego Karabachu.
Miejscowość znajduje się ok. 10 km na północny wschód od Stepanakertu, przy drodze łączącej stolicę z Askeranem. Kilka kilometrów na południe od miasta znajduje się Port lotniczy Stepanakert.

## Historia
Tereny te były już zamieszkane od głębokiej starożytności. Znajduje się tu nekropolia, która należała do tzw. kultury chodżalińsko-giadabejskiej. Na Zakaukaziu pozostały po niej pochówki z późnej epoki brązu i wczesnej epoki żelaza (przełom II i I tysiąclecia p.n.e.). Na nekropolii w Xocalı powszechne są pomniki nagrobne w postaci kamiennych skrzyń i kurhany o wysokości od 1 do 15 metrów. Spotykane są tu także kromlechy (kręgi z postawionych pionowo głazów, otaczające miejsce kultu), menhiry (nieociosane głazy stawiane pionowo na grobach) i gdzieniegdzie pola usiane głazami - pozostałościami epoki lodowcowej. Podczas wykopalisk jakie tu miały miejsce w czasach ZSRR, znaleziono tu wielki ilości czarnych naczyń glinianych z wklęsłym, najczęściej geometrycznym ornamentem, szerokie proste miecze oraz po raz pierwszy odnotowane na terenach byłego ZSRR kindżały, topory, siekiery oraz ozdoby z brązu.
Wioska Xocalı wraz z okolicznymi terenami wchodziła w skład chanatu karabaskiego, a od 1822 w skład Imperium Rosyjskiego.
W czasach radzieckich Xocalı była częścią Nagorno-Karabachskiego Obwodu Autonomicznego. Gdy pod koniec istnienia ZSRR pojawił się konflikt między ludnością ormiańską a azerską, władze Azerskiej SRR rozpoczęły tworzenie nowej jednostki administracyjnej. Od roku 1988 do 1990 ludność miejscowości zwiększyła się z 2135 do 6000, w większości poprzez imigrację z radzieckiej Azji Centralnej (w tym 2000 Turków mescheckich) oraz ludności azerskiej z Armenii. W kwietniu 1990 azerskie władze zlikwidowały Nagorno-Karabachski Obwód Autonomiczny, a Xocalı otrzymało status miasta i stało się stolicą nowej jednostki administracyjnej – rejonu Xocalı. W 1991 miasto liczyło już 6300 mieszkańców.
W lutym 1992 roku w pobliżu miasta miała miejsce masakra, w której to Ormianie, przy współudziale rosyjskiego wojska, zamordowali 613 Azerów. 26 lutego miasto zostało zdobyte przez siły ormiańskie.
W 2001, w dziesiątą rocznicę ogłoszenia niepodległości Republiki Górskiego Karabachu, nazwa miejscowości z azerskiego Xocalı została przemianowana na Iwanian, na cześć generała armii karabaskiej, Kristapora Iwaniana.

## Klimat
Klimat umiarkowany ciepły. Opady deszczu są znaczące, występują nawet podczas suchych miesięcy. Klasyfikacja klimatu Köppena-Geigera Cfa. Na tym obszarze średnia temperatura wynosi 12,8 °C. W ciągu roku średnie opady wynoszą 448 mm. Najsuchszym miesiącem jest grudzień z opadami na poziomie 16 mm. W maju opady osiągają wartość szczytową ze średnią 80 mm. Różnica w opadach pomiędzy najsuchszym a najbardziej mokrym miesiącem wynosi 64 mm. Najcieplejszym miesiącem w roku jest lipiec ze średnią temperaturą 24,5 °C, z kolei najzimniejszym miesiącem jest styczeń ze średnią temperaturą 1,6 °C. Wahania roczne temperatur wynoszą 22,9 °C.